# Another Gay Movie 2: divoká jízda
Another Gay Movie 2: divoká jízda (Another Gay Sequel: Gays Gone Wild!, tj. Další teplý sequel: gayové jedou řádit!) je americko-německý hraný film z roku 2008, který režíroval Todd Stephens podle vlastního scénáře. Film je sequelem filmu Another Gay Movie. Snímek měl světovou premiéru na filmovém festivalu Frameline 28. června 2008, v ČR vyšel na DVD v roce 2009.

## Děj
Spolužáci Andy, Nico, Jarod a Griff společně odlétají na jarní prázdniny na Floridu do Fort Lauderdale. V letadle potkají Pereze Hiltona, který při turbulenci utrží ránu do hlavy. Následkem toho se z něj stane náboženský fanatik brojící proti homosexuální nevázanosti. Spolužáci se po příletu rozhodnou pro účast v soutěži o získání největšího počtu sexuálních partnerů. Ovšem Jarod a Griff tvoří pár, což jim nevázaný sex začne komplikovat, Andy se zamiluje do tajemného mladíka Louise a Nico má pocit, že jej většina lidí přehlíží. Navíc je zde Jasper, který vyhrál v loňské soutěži, a jeho dva nohsledi. Situace se komplikuje, protože Nico najde na pláži čínského bůžka, který mu ale přináší smůlu. Při procházce parkem potká mořského víla Stana, který ho povzbudí. V soutěži nakonec zvítězí Nico, Andy stráví poslední noc s Louisem, Jarod a Griff se usmíří a z Pereze Hiltona se opět stane „normální“ gay.

## Obsazení
| Jonah Blechman       | Nico Hunter    |
| Jake Mosser          | Andy Wilson    |
| Aaron Michael Davies | Griff          |
| Jimmy Clabots        | Jarod          |
| Euriamis Losada      | Luis           |
| Perez Hilton         | sám sebe       |
| RuPaul               | Tyrell Tyrelle |
| Scott Thompson       | Andyho otec    |
| Lady Bunny           | Sandi Cove     |
| Will Wikle           | Jasper         |
| Brandon Lin          | Jasper Chan    |
| Isaac Webster        | Jasper Pledge  |
| Brent Corrigan       | vodní víl Stan |